# Верещагин, Василий Васильевич
Васи́лий Васи́льевич Вереща́гин (14 (26) октября 1842, Череповец — 31 марта (13 апреля) 1904, Порт-Артур) — русский живописец, писатель, один из самых известных баталистов второй половины XIX века.

## Биография
Василий Васильевич Верещагин родился 14 (26) октября 1842 года в Череповце Новгородской губернии (ныне — Вологодская область) в семье местного предводителя дворянства. Всего у отца художника Василия Васильевича Верещагина и матери Анны Николаевны Верещагиной родилось 11 детей, однако четверо из них (Наталья, два Алексея и Анна) умерли в детском возрасте. Наиболее известны три брата художника. Они были определены в военно-учебные заведения. Младшие, Сергей (1845—1878) и Александр (1850—1909), стали профессиональными военными; старший, Николай (1839—1907) служил на флоте, но вскоре ушёл в отставку и стал общественным деятелем. Михаил (1816—1922), Алексей (1819—?) и сестра Мария (1851—?) остались в тени известности более знаменитых братьев.

В 1850 году вместе с братом Николаем был определён в Александровский кадетский корпус для малолетних, где  впервые начал Василий начал «учиться» рисованию, а первым его учителем был художник Кокорев. Необходимо отметить, что талант художника проявился у него не сразу. Так, в своих воспоминаниях Василий Васильевич писал:
«...Лысый, с большим носом, серьгой в одном ухе и неизменной жемчужной булавкой в галстуке, художник Кокорев требовал, главным образом, чистоты и аккуратности. "Мне положительно не везло у него, так как не знаю, как уж это случилось, что я всегда рисовал грязно и, много раз стирая, ерошил бумагу, чего учитель очень не любил, называя это саленьем, сусленьем.  — рассказывал В. В. Верещагин.
Для рисования сводили все три отделения роты в один большой класс, стены которого были увешаны лучшими рисунками, оставленными как оригиналы; это были произведения Шепелева, Лукьянова и др., чистые, выточенный, без пятнышка или зазоринки, которые вообще казались мне чудными произведениями искусства! „Никогда, никогда, думалось, я не научусь так хорошо рисовать!“
За мои грязные рисунки и особенно за нервную, неаккуратную черту, я получал всегда очень дальше номера и только один раз на экзамене, за контур какой‑то вазы, без тушевки, получил 17 №. Уж я и Богу молился, чтобы Он помог мне рисовать чище, аккуратнее – ничего не помогло – запачкаю, зачерню и получу замечание, что „карандаша не умею держать!“»
И все же
«...Больше всех обратила внимание на мой талант Богуславская: я срисовал с книжки портрет Паскевича красками так верно, что она тут же взяла мой рисунок и представила случайно проходившему директору, очень похвалившему и еще ласковее обыкновенного погладившему меня по голове.
Конечно, и здесь, как в семье, никому в голову не приходило серьезно обратить внимание на мои способности, развить их и вывести меня на путь образованного художника. Надобно полагать, что все думали, как папаша и мамаша: рисовать можно, – почему не рисовать! – но это не дворянское ремесло и менять верную дорогу военного морского офицера на неверную карьеру художника – безумие.»
В 1853 году В.В.Верещагин поступил в Морской кадетский корпус, находившийся в Петербурге. Почему отец выбрал для сына  карьеру моряка – неизвестно, должно быть потому, что там открылась вакансия. Морской корпус сразу поразил его «своей казарменностью, грубым обращением и языком не только кадет, но даже и самого начальства». Работы Василия Верещагина на уроках рисования в первые же дни после поступления в корпус обратили на себя внимание учителя Каменева:
«...Учитель рисования Каменев одобрил его художественный талант на первом же уроке. Пока другие тихо и вяло набрасывали контур с данных им оригиналов, Верещагин в какой‑нибудь час прекрасно скопировал водяную мельницу Калямы. "Ого!"  — весело воскликнул удивленный Каменев, "да мы с вами скоро познакомимся".»
Однако под руководством Каменева Верещагин занимался недолго, только в двух младших класах. Затем он перешел к Фомину, большому приятелю и почитателю знаменитого К. Брюллова. Фомин преподавал рутинно, требовал лишь чистоты и аккуратности, т. е. тех качеств, которыми Верещагин не отличался . Такими же требованиями отличался добродушный, но плохой художник М. В. Дьяконов... Метода его преподавания была, по словам Верещагина, пунктирная, что было на руку только «кропотливым барышням», но совершенно не нравилась рисовавшему грязно Василию Васильевичу. Дьяконов заставлял его рисовать головки и фигуры Ватто и Буше, подправлял их, и, в общем, одобрял. Позже В. В. Стасов в составленной им биографии В. В. Верещагина (1883 г.) приписывал слишком большое значение влиянию Дьяконова на Верещагина. Но сам Верещагин писал так: 
«...Никакого влияния Дьяконов на меня не оказывал ни прежде, ни после. Это был учитель тупой, шаблонный – пусть не взыщут с меня многочисленные почитатели его...»
В 1857 году молодой 15‑летний гардемарин Верещагин отправился на фрегате Балтийского флота «Камчатка» в Бордо. В Копенгагене, Бресте и др. городах, через которые приходилось проезжать, останавливались довольно долго, так что Верещагин имел полную возможность познакомиться с европейской жизнью. В Бресте он танцевал на балу, данном в честь Наполеона III. В Бордо побывал в оперном театре, гулял по окрестностям города, посетил знаменитое местечко Шато‑Лафит, наблюдал местные обычаи и нравы населения… Хотя плавание это не было благоприятно для занятий рисованием, однако в смысле общего развития обогатило Верещагина новыми впечатлениями и сведениями.

Только с 1858 года Василий Верещагин серьезно занялся рисованием и начал несколько раз в неделю посещать Рисовальную школу Императорского общества поощрения художников (сейчас Санкт-Петербургское художественное училище имени Н. К. Рериха). Это было связано с тем, что в гардемаринском классе их перестали учить рисованию. Рисовальная школа Общества Поощрения Художеств, находилась тогда на Бирже и считалась в то время приготовительным заведением к поступлению в Академию Художеств.
«...Давно уже во мне сказывалось желание серьезно учиться живописи, учиться не для развлечения только, как думали папаша с мамашей, а для того, чтобы посвятить искусству всю жизнь со всеми силами, желаниями и помыслами. То то, то другое отвлекало от этого намерения; даже занятие с учителем, дома, еще недостаточно завлекло в этом направлении, но тут, в школе, под руководством людей, признавших мои способности выдающимися и изъявивших готовность вести меня дальше, – решение отдаться живописи сказалось определенно и твердо. Как и скоро ли это случится – я еще не знал, поэтому намерение это не оказало никакого влияния на мое учение; я так же прилежно учился в классах, так же старательно относился к фронту и обязанностям унтер‑офицера...»
В 1860 году, по окончании Рисовальной школы и после короткого периода службы, новопроизведённый мичман В. Верещагин вышел в отставку и поступил в петербургскую Академию художеств. Там он учился с 1860 по 1863 год у профессоров исторической живописи Алексея Маркова, Фёдора Моллера и Александра Бейдемана. Оставив Академию, уехал на Кавказ, где пробыл около года. Затем уехал в Париж, там в 1864—1865 гг. учился и работал под руководством Жерома.
В марте 1865 года Верещагин вернулся на Кавказ и продолжил писать с натуры.
Осенью 1865 года Верещагин посетил Петербург, а затем вновь вернулся в Париж, чтобы продолжить учёбу. Зиму 1865—1866 годов он обучался в Парижской академии. Весной 1866 года художник вернулся на родину, завершив своё официальное обучение.
В 1867 году с радостью принял приглашение Туркестанского генерал-губернатора генерала Константина Кауфмана состоять при нём художником. Приехав в Самарканд после взятия его русскими войсками 2 мая 1868 года, Верещагин получил боевое крещение, выдержав с горсткой русских солдат тяжёлую осаду цитадели города войсками шахрисабзских беков, китай-кипчакских племён и восставшими местными жителями. За оборону Самаркандской крепости Верещагин был награждён орденом Святого Георгия 4-й степени (14 августа 1868 года), который он с гордостью носил, хотя вообще отрицал всякие награды:
Во время восьмидневной осады Самаркандской цитадели скопищами бухарцев, прапорщик Верещагин мужественным примером ободрял гарнизон. Когда 3-го июня неприятель в огромных массах приблизился к воротам и кинувшись на орудия успел уже занять все сакли, прапорщик Верещагин, несмотря на град камней и убийственный ружейный огонь, с ружьём в руках бросился и своим геройским примером увлёк храбрых защитников цитадели
В начале 1869 года при содействии Кауфмана организовал в столице «туркестанскую выставку», где показал свои работы, написанные в Ташкенте, Самарканде, в казахских степях и Туркестане. После окончания выставки Верещагин снова поехал в Туркестанский регион, но через Сибирь.
На этот раз художник совершил путешествие по Семиречью и Западному Китаю. Среди произведений Верещагина, посвящённых Семиречью и Киргизии — Богатый киргизский охотник с соколом, виды гор близ станицы Лепсинской, долины реки Чу, озера Иссык-Куль, снежных вершин Киргизского хребта, Нарына на Тянь-Шане. Пять этюдов Верещагин создал в горах близ Иссык-Куля, ярчайшее из них — «Проход Барскаун». Он делал зарисовки в Боомском ущелье, побывал на озере Алаколь, поднимался на высокие перевалы хребтов Алатау.
В то время в Западном Китае войска богдыхана усмиряли дунган (китайских мусульман), поднявших знамя восстания в провинции Шэньси ещё семь лет назад. Чуть позже дунганский мятеж охватил и Кульджинский край. На улицах Новой Кульджи (Хуэй-Юань-Чэн) и Чугучака лежали горы пепла и груды человеческих костей. Верещагин с горечью рисовал развалины местных городов. Известная картина «Апофеоз войны» была создана под впечатлением рассказа о том, как деспот Кашгара — Валихан-торе казнил европейского путешественника и приказал голову его положить на вершину пирамиды, сложенной из черепов других казнённых людей.
В художественном отношении впечатления Верещагина от личного участия в этой обороне и других военных операциях в ходе завоевания Туркестана, а также от второго его путешествия туда в 1869 году, дали ему материал для таких ярких картин, как «Пусть войдут», «Вошли», «Окружили», «Преследуют», «Напали врасплох» и других, вошедших в состав громадной «Туркестанской серии», выполненной художником в Мюнхене в 1871—1874 годах и имевшей колоссальный успех в Европе и России.
В 1871 году Верещагин переехал в Мюнхен и начал работать над картинами по восточным сюжетам. В это же время началась его совместная жизнь с первой супругой Елизаветой Фишер (из-за скептического отношения Верещагина к церковным обрядам они обвенчались лишь в 1883 году в Вологде).
В 1873 году он устроил персональную выставку своих туркестанских произведений в Хрустальном дворце в Лондоне. Весной 1874 года состоялась выставка в Петербурге. После этой выставки Верещагина обвинили в антипатриотизме и сочувствии к врагу. Лично ознакомившийся с полотнами Верещагина император Александр II, по официальной записи, «очень резко выразил своё неудовольствие», а цесаревич — будущий император Александр III, — так выразил своё мнение о художнике:
Всегдашние его тенденциозности противны национальному самолюбию и можно по ним заключить одно: либо Верещагин скотина, или совершенно помешанный человек.
Однако это не помешало через месяц Императорской академии художеств присвоить Верещагину звание профессора, от которого Верещагин отказался.
«Злые языки» способствовали тому, что художник уничтожил несколько картин с выставки.
Журналист суворинского круга Фёдор Булгаков в своей книге о Верещагине писал следующее:

Уничтожение картин, в свою очередь, вызвало целый ряд новых слухов. Начали говорить, что будто Верещагин уничтожил свои картины вследствие неудовольствия самого Государя. Несмотря на то, что слух этот был чистейшей нелепостью, так как Государь, обходя выставку в 1874 г. и останавливаясь перед всеми лучшими картинами, в том числе и перед уничтоженными, выражал Верещагину своё восхищение и удовольствие, в «Голосе» отказались напечатать небольшую заметку В. В. Стасова, разъяснявшую этот факт. Мало того, когда Мусоргский написал музыку на тему «Забытый» (слова граф Голенищева-Кутузова) и издал её с посвящением В. В. Верещагину, все издание было уничтожено (позже ноты были напечатаны, но без посвящения). Насколько неправы были слухи, говорившие о неудовольствии Государя, удалось узнать В. В. Стасову год спустя после выставки: в 1875 году он встретился с графом П. А. Шуваловым и генерал-адъютантом А. Л. Потаповым, начальником III-го отделения Собственной Его Величества Канцелярии. В. Стасов рассказал им подробно всю историю сожжения картин и узнал от них, что Государь и не думал высказывать какого бы то ни было неудовольствия— Собрание соч. В. В. Стасова, т. II. отд. 4, стр. 309
Затем Верещагин почти два года жил в Индии, выезжая также в Тибет. Весной 1876 года художник возвращается в Париж.
Узнав весной 1877 года о начале русско-турецкой войны, он тотчас же отправляется в действующую армию, оставив в Париже свою мастерскую. Командование причисляет его к составу адъютантов главнокомандующего Дунайской армией с правом свободного передвижения по войскам, но без казённого содержания. Художник участвует в некоторых сражениях. При осаде Плевны погиб его брат — офицер Сергей Васильевич Верещагин.
В июне 1877 года получил тяжёлое ранение — Верещагин попросился в качестве наблюдателя на борт миноносца «Шутка», устанавливавшего мины на Дунае, и во время атаки на турецкий пароход шальная пуля пробила ему насквозь бедро.
В ожидании того, что вот-вот мы сейчас пойдём ко дну, я стоял, поставив одну ногу на борт; слышу сильный треск подо мною и удар по бедру, да какой удар! — точно обухом.
Ранение оказалось серьёзным, из-за неправильного лечения началось воспаление, появились первые признаки гангрены. Пришлось сделать операцию по вскрытию раны, после чего он быстро пошёл на поправку.

Думаю, не ошибаюсь, полагая, что было немножко ревности к русским собратьям со стороны докторов, помешавшей им сделать операцию тотчас по моём прибытии в госпиталь и заставившей приступить к ней только в последнюю минуту, когда промедление, хотя бы до вечера, могло иметь для меня самые печальные последствия

В 1882—1883 годах Верещагин снова путешествует по Индии. В 1884 году едет в Сирию и Палестину, после чего пишет картины на евангельские сюжеты. В этот период он создал новую серию картин — «трилогию казней»: «Распятие на кресте во времена владычества римлян», «Казнь из пушек в Британской Индии», «Казнь заговорщиков в России». Верещагин писал в этой связи:

В своих наблюдениях жизни во время моих разнообразных странствий по белу свету я был особенно поражён тем фактом, что даже в наше время люди убивают друг друга повсюду под всевозможными предлогами и всевозможными способами. Убийство гуртом всё ещё называется войною, а убийство отдельных личностей называется смертной казнью. Повсюду то же самое поклонение грубой силе и та же самая непоследовательность… и это совершается даже в христианских странах во имя того, чьё учение было основано на мире и любви. Факты эти, которые мне приходилось наблюдать во многих случаях, произвели сильное впечатление на мою душу; обдумав тщательно этот сюжет, я написал несколько картин войны и казней. Я взялся за разработку этих сюжетов далеко не в сентиментальном духе, так как мне самому случалось убивать в различных войнах не мало бедных своих ближних…, но вид этих груд человеческих существ, зарезанных, застреленных, обезглавленных, повешенных на моих глазах по всей области, простирающейся от границ Китая до Болгарии, неминуемо должен был показать живое влияние на художественную сторону замысла.

В 1889 году Верещагин побывал в США. В Нью-Йорке он познакомился с молодой пианисткой Лидией Васильевной Андреевской, которая приехала из Москвы, чтобы заниматься музыкальным сопровождением выставок Верещагина. После возвращения в Россию художник начал совместную жизнь с Андреевской и процедуру развода со своей женой. Это заняло несколько лет, в течение которых у пары родилась дочь Лидия, которая вскоре умерла.
В 1891 году Верещагин арендовал у общины крестьян деревни Новинки участок на высоком берегу Москва-реки между подмосковными деревнями Нижние Котлы и Новинки (вблизи современной Нагатинской улицы в Москве) в надежде впоследствии приобрести застроенный участок в собственность (будет оформлен в собственность только в 1903 году). На этом участке Верещагин выстроил дом для своей новой семьи, хозяйственные постройки и помещения художественной мастерской. Главный дом художника был построен в русском стиле по проекту архитектора Николая Васильевича Никитина по эскизам Верещагина. После смерти художника дом был продан хозяину соседнего участка Карлу Веберу фактически на слом и уже к 1912 году от построек ничего не осталось. В данный момент установлено точное место, где находился дом Верещагина.
Летом 1894 года Василий Верещагин с семьёй путешествовал по Пинеге, Северной Двине, Белому морю, посетил Соловки. В 1899 году провёл полтора летних месяца с семьёй в Крыму.
В 1901 году в газетах появились сообщения о том, что Верещагин номинирован на первую Нобелевскую премию мира, которые повторяются и в современной литературе. Однако в архиве номинаций Нобелевского комитета за 1901—1904 гг. его имя отсутствует. По воспоминаниям родственника, такая путаница возникла из-за того, что Верещагин был недоволен тем, что воля Нобеля о присуждении премий мира не исполняется. Для того, чтобы ускорить начало присуждения премий мира, он перевёл свою выставку в Стокгольм и в шведских газетах заявил, что приехал как кандидат на премию мира, хотя таковым и не являлся.
В том же 1901 году художник посетил Филиппины, в 1902-м — США и Кубу, а в 1903-м отправился в Японию, однако успел пробыть там лишь три месяца, прежде чем стало очевидным приближение войны, и ему пришлось срочно возвращаться в Россию. Из Японии Верещагин привёз множество образцов японского декоративно-прикладного искусства, а также около двадцати жанровых и портретных этюдов, в которых заметно необычное для него погружение в своеобразную чужую культуру. В этих этюдах изменилась и его живописная манера: тщательная прорисовка деталей уступила место импрессионистической игре цветов. По возвращении он успел начать две полноценные картины: «Прогулка в лодке» и «На прогулке».
Когда русско-японская война началась, Верещагин поехал на фронт. Он погиб 31 марта (13 апреля)  1904 года вместе с адмиралом Степаном Макаровым, когда на мине подорвался броненосец «Петропавловск» на внешнем рейде Порт-Артура.
Верещагин писал:

Я всю жизнь любил солнце и хотел писать солнце. И после того, как пришлось изведать войну и сказать о ней своё слово, я обрадовался, что вновь могу посвятить себя солнцу. Но фурия войны вновь и вновь преследует меня.

## Семья
- Первая жена — Элизабет Мария Фишер (Рид), в русской традиции — Елизавета Кондратьевна Верещагина (1856—1941). В браке с 1871 до 1890 года, когда состоялся разъезд супругов. Точная дата развода неизвестна, также неизвестно, был ли заключён брак по православному или любому другому обряду[31]. Соавтор книги «Очерки путешествия в Гималаи г-на и г-жи Верещагиных». Её портреты и фотографии не сохранились.
  - Клавдия (упоминается в письмах, очевидно, умерла ребёнком)
- Вторая жена — Лидия Васильевна Андреевская (1865—1912?). Официальный брак заключён в 1894 году, уже после рождения первых детей. Талантливая пианистка, она играла на пианино на его выставках картин (по просьбе самого Верещагина). Изображена в виде медсестры в «Госпитальной серии»[32].
  - Лидия (1890—1896)
  - Василий (1892—1981), жил в Чехии, умер бездетным. В детстве проявлял незаурядные способности к рисованию. Написал книгу воспоминаний об отце[33].
  - Анна (1894—1919), в замужестве Готтвальд, покончила жизнь самоубийством
  - Лидия (1898—1930)[34]. Сын — Александр Сергеевич Плевако (1930—2021), единственный внук художника. Был усыновлён С. Ф. Плевако (младшим сыном знаменитого адвоката Ф. Н. Плевако)

## Живописные работы
Серии:
- Кавказская серия (1863—1864, 1865 гг.)
- Туркестанская серия (1867—1874 гг.)[35]
- «Варвары». Героическая поэма. В неё входят картины: «Высматривают» (1873), «Нападают врасплох» (1871), «Окружили — преследуют…» (1872) «Представляют трофеи» (1872), «Торжествуют» (1872), «Апофеоз войны» (1871)[36]
- Индийская серия (1874—1880-е)
- Балканская серия (1877—1881). Включает картины: «В турецкой покойницкой» (1881)
- Трилогия казней (1884—1887)
- Палестинская серия (1883—1885)[37]
- Русская серия (1884—1885)
- Наполеон в России (1887—1900)[38]
- Госпитальная серия
- Японская серия (1903—1904)

- Апофеоз войны. 1871 г.
- Перед атакой. Под Плевной. 1881 г.
- Подавление индийского восстания англичанами. 1884 г.

### Посмертные издания
- Переписка В. В. Верещагина и В. В. Стасова / Подгот. текста и примеч. А. К. Лебедева и Г. К. Буровой, под ред. А. К. Лебедева. — М.: Искусство, 1950.
  - Т. 1. 1874—1878. — 423 с.: 4 л. ил.
  - Т. 2. 1879—1883. — 380 с.: 4 л. ил.
- Переписка В. В. Верещагина и П. М. Третьякова / Подгот. текста и примеч. Н. Г. Галкиной; Вступ. ст. О. А. Лясковской. — М.: Искусство, 1963. — 138 с.: 4 л. ил.
- Избранные письма / Сост., предисл. и примеч. А. К. Лебедева. — М.: Изобразительное искусство, 1981. — 287, [11] с.: 11 л. ил.
- Повести. Очерки. Воспоминания / Сост., вступ. ст. и примеч. В. А. Кошелева и А. В. Чернова. — М.: Советская Россия, 1990. — 349, [1] с.: [16] л. ил.
- Наполеон I в России / Составление, подгот. текста, вступ. ст. В. А. Кошелева и А. В. Чернова. — Тверь: Созвездие, 1993. — 286 с.: ил.
- В. В. Верещагин о зарубежном Востоке / Сост., авт. послесл. и прим. Л. М. Дёмин. — М.: РУДН, 2001.
- Скобелев. Воспоминания о Русско-Турецкой войне 1877—1878 гг. — М.: Даръ, 2007. — 496 с. — ISBN 978-5-485-00152-0.

## В искусстве
- В. В. Верещагин является персонажем романа А. Н. Степанова «Порт-Артур» (1940).
- В фильме «Юлия Вревская» (1977) роль Верещагина исполнил Регимантас Адомайтис.
- В 5-й и 6-й сериях сериала «Секретная служба Его Величества» затрагивается политическая деятельность В. В. Верещагина, которая стала причиной покушения на его жизнь.

## Память
- улица Верещагина в Алматы.
- Улица Верещагина — улица в Ломоносове (Санкт-Петербург)
- Улица Верещагина в Киеве
- Улица Верещагина в Череповце
- Улица Верещагина в Воронеже
- Улица Верещагина в Днепре
- Улица Верещагина в Екатеринбурге
- Улица Верещагина в Ростове-на-Дону
- Улица Верещагина в Запорожье
- Улица Верещагина в посёлке художников «Сокол» в Москве
- Бульвар имени художника В. В. Верещагина на Нагатинской набережной в Москве[40]
- Переулок Верещагина в Липецке
- Город Верещагино в Пермском крае[41][42]
- На Привокзальной площади г. Верещагино 18 июня 1995 г. открыт памятник-бюст В. В. Верещагину (проект скульптора А. А. Уральского)[43].
- Памятник-бюст В. В. Верещагину в Череповце (1957 г.; скульпторы — Едунов Б. В., Портянко А. М.; архитектор — Гуляев А. В.)
- Памятник братьям В.В. Верещагину и Н.В. Верещагину в Череповце (2024 г.; скульптор А.Г. Попов)
- Дом-музей В. В. Верещагина (дом, где он родился в 1842 г. и жил до 1850 г.) на Социалистической ул., д. 22 в Череповце.
- Николаевский художественный музей имени В. В. Верещагина. Музей основан в 1914 году членами местного общества любителей изобразительных искусств в качестве памятника художнику.
- Культурно-просветительский интеллектуальный конкурс «Верещагинский проект» для старшеклассников в г. Череповце посвящён судьбе и творчеству Василия Верещагина и его семье.
- Центральная городская библиотека имени В. В. Верещагина в Череповце (носит имя художника с 1967 года).
- 12 сентября 1992 года в честь В. В. Верещагина назван астероид (3410) Верещагин, открытый в 1978 году советским астрономом Л. В. Журавлёвой.
- В честь В. В. Верещагина назван мыс Верещагина (Карское море, Новая Земля, мыс обследован и назван в 1900—1901 гг. участниками экспедиции художника А. А. Борисова)[44].

### Цитаты. Оценка
Княгиня М. К. Тенишева:

…Верещагин, которому надо быть благодарным хотя бы за то, что он ввёл в России батальный жанр.

## Разное
- Интересно, что сам Верещагин описал жанр своей картины «Апофеоз войны» следующим образом: «если не считать ворон, это натюрморт, в переводе с французского — мёртвая природа…»
- В. В. Верещагин как-то воскликнул: «…Больше батальных картин писать не буду — баста! Я слишком близко к сердцу принимаю то, что пишу, выплакиваю (буквально) горе каждого раненого и убитого».
- Картина В. Верещагина «Въезд принца Уэльского в Джайпур в 1876 г.», которая хранится в Мемориале Виктории в Калькутте — самое большое художественное полотно в Индии, написанное маслом.
- Верещагин изображён на почтовой марке Болгарии 1978 года.
- Кубинский писатель Хосе Марти, посетивший выставку художника в Нью-Йорке, вдохновлённый, написал интересный очерк Выставка картин Верещагина
- В 2022 году к 180-летию художника вышла статья Независимого психиатрического журнала о жестокой правде войны в его творчестве и жизненной позиции[46].

## Галерея
- Наполеон на Бородинских высотах, 1897
- Перед атакой. Под Плевной, 1881
- Апофеоз войны
- Шипка-Шейново. Скобелев под Шипкой
- Индуистский храм в Удайпуре, 1874—1886
- Самарканд, 1869
- Араб на верблюде, 1869—1870
- Бания (торговец). Бомбей, 1874—1876
- Афганец, 1867—1868
- Бухарский солдат (сарбаз), 1873
- Бхил, 1884
- В горах Алатау. 1869—1870
- В покорённой Москве («Поджигатели» или «Расстрел в Кремле»), 1887—1888
- Высматривают, 1873
- Гималаи вечером, 1875
- Гималайский пони, 1875
- Всадник-воин в Джайпуре, 1881
- Вид Крымских гор
- Два еврея, 1883—1884
- Главная улица в Самарканде с высоты цитадели ранним утром, 1869—1870
- Горный ручей в Кашмире, 1875
- Двери Тимура (Тамерлана), 1872
- Два ястреба (Башибузуки), 1878—1879
- Японка, 1903
- Священник парс (огнепоклонник). Бомбей, 1874—1876
- Икона Николы с реки Выя (верховья Пинеги), 1894
- Мавзолей Тадж-Махал, 1874—1876
- Мулла Рахим и мулла Керим по дороге на базар ссорятся, 1873
- Киргизские кибитки на реке Чу, 1869—1870
- Дервиши в праздничных нарядах, 1869—1870
- Садовая калитка в Чугучаке, 1869—1870
- Калмыцкая молельня, 1869—1870
- Богатый киргизский охотник с соколом, 1871
- Шпион
- Адъютант
- Подавление индийского восстания англичанами, 1884